# 熔体破裂
熔体破裂（Melt fracture）是高分子材料加工时会出现的现象。高聚物熔体在挤出过程中，当剪切速率或剪切应力超过某一临界值时挤出物的外观由光滑而变得粗糙、呈竹节状，甚至碎块状，这就是熔体破裂现象。

## 熔体破裂的分类
根据挤出物的形态，熔体破裂被分成鲨鱼皮、粘滑破裂和整体（波状）破裂。

## 熔体破裂实验现象及影响因素
鲨鱼皮作为一种表面粗糙现象，具有自相似性和准周期性。所谓自相似性是指鲨鱼皮的平均波长与肋状物的平均深度呈线性关系，而其周期与分子链的松弛时间有关。典型的整体破裂肋状物大约为其直径的10%，严重的也有达到直径尺寸，而且基本上杂乱无章。鲨鱼皮与整体破裂的区别不仅能通过其外观直接观察到，而且可以通过某些流变学临界条件和口模内的流动特征来表示。发生整体破裂的临界剪切应力，只取决于聚合物熔体本身，而与口模的直径、长度及其制造材料无关。鲨鱼皮产生的临界条件依赖于口模出口区的形状、口模长度和口模的制造材料或口模壁的处理情况，如涂敷某种高分子弹性体或在其内壁开几微米内螺纹。鲨鱼皮对应的流动速率要低于整体破裂。没有长支链的聚合物发生整体破裂时，在剪切速率与剪切应力的双对数坐标的流动曲线上有很陡的斜率变化，垂直或几乎是垂直；摩尔质量大约在105或更高的聚合物发生这种流动速率突变的应力大约在3.5×105Pa左右。而鲨鱼皮发生时，曲线斜率的改变则要小得多。整体破裂区所对应的的流量具有时间依赖性，破裂状况会受到入口区及口模内流动的影响，而鲨鱼皮的形成仅与口模出口区有关。 

## 熔体破裂形成的机理解释

### 壁滑及分子不稳定解释
壁滑的观点常被用来解释挤出物畸变和熔体流动不稳定。壁滑是一种界面现象，是由高分子与口模壁材料之间的界面条件决定的。在一定的液/ 固界面上，无滑动流体动力学边界条件能否在宏观尺度上被违反是很难确定的问题。过去的大量研究表明，违反非滑动流体动力学界面条件的壁滑是可能的；但对此类问题仍然没有一个满意的答案。Pearson、Renardy、Hill等通过修改经典流体力学非滑动边界条件，分别建立了各自的流体动力学模型。他们一般认为壁滑速度取决于剪切应力或形变历史。Hatzikiriatos 和Dealy使用最常用的幂律本构方程，根据各种条件建立流动模型，由此模拟出的一定条件下的粘滑区域的压力振荡与实验结果基本吻合。计算结果表明，在毛细管出口区域，应力梯度会下降，滑动速度将自动加速。

### 本构方程不稳定解释
关于熔体破裂解释的另一个主要观点是聚合物熔体本构不稳定引起的。某些缠结的聚合物在恒速毛细管挤出时，当超出某一临界活塞速率时，毛细管口模进口处所测压力将周期性波动，挤出物表面呈现竹节状或光滑与粗糙交替出现。与这种振荡流动行为相仿，在控制压力下，也可观察到流动的不连续性，在喷射流动转变后，通常出现挤出物的畸变。由此可见，不管是恒定活塞速度还是恒定压力，线型聚合物的毛细管挤出物都会发生畸变，也就是说该畸变的发生似乎不依赖于推动毛细管挤出的方式。这一观察导致了理论上的猜想：振荡流动及流动不连续性起源于内在本构的不稳定性。

## 消除熔体破裂的几种常用方法
工业上消除熔体破裂的方法对不同材料可能并不相同，大体上有以下几种。在聚合物熔体挤出时，最先出现的破裂现象是鲨鱼皮，而鲨鱼皮的形成与口模的尺寸有关。所以，在模具设计时注意尽量利用口模的直径、长径比等对鲨鱼皮形成的影响。
选择特殊的口模材料，如合金钢或其它材料，对口模材料进行特殊处理等。
根据聚合物选择加工助剂（外润滑剂、吸附剂、填料），改变流动边界条件，可以减缓或消除熔体破裂。
根据熔体破裂的温度效应，提高或降低温度，具体情况要结合聚合物的种类等来确定。以上仅是一些原则性的方法，要根据实际情况来组合使用。
熔体破裂现象不仅是目前高分子流变学研究的一个非常热门的领域，而且在工业应用上也获得不少进展。在高剪切作用下的高分子显现了明显不同于低分子的流动特征，外加流动形变引起了明显的链有序排列，分子处于不稳定的解缠结状态，由于本构的不稳定性引起了整体破裂。鲨鱼皮现象是由本构不稳定性还是界面滑动引起的，目前仍在争论中。在应用上，通过对熔体破裂现象的研究，也找到了一些消除熔体破裂的方法。